# District de Körmend
Le district de Körmend (en hongrois : Körmendi járás) est un des 7 districts du comitat de Vas en Hongrie. Il compte 26 865 habitants et rassemble 46 localités : 44 communes et 2 villes dont Körmend, son chef-lieu.

## Localités
- Bajánsenye
- Csákánydoroszló
- Daraboshegy
- Döbörhegy
- Döröske
- Egyházashollós
- Egyházasrádóc
- Felsőjánosfa
- Felsőmarác
- Halastó
- Halogy
- Harasztifalu
- Hegyháthodász
- Hegyhátszentjakab
- Hegyhátszentmárton
- Hegyhátsál
- Ispánk
- Ivánc
- Katafa
- Kemestaródfa
- Kercaszomor
- Kerkáskápolna
- Kisrákos
- Körmend
- Magyarnádalja
- Magyarszecsőd
- Magyarszombatfa
- Molnaszecsőd
- Nagykölked
- Nagymizdó
- Nagyrákos
- Nemesrempehollós
- Nádasd
- Őrimagyarósd
- Őriszentpéter
- Pinkamindszent
- Rádóckölked
- Szaknyér
- Szalafő
- Szarvaskend
- Szatta
- Szőce
- Vasalja
- Velemér
- Viszák